# Lista de episódios de Fumetsu no Anata e

Logo da série

Esta é a lista de episódios de Fumetsu no Anata e (japonês: 不滅のあなたへ; lit. "Para Você, o Imortal"; também conhecido como To Your Eternity), um anime baseado no mangá de mesmo nome escrito e ilustrado por Yoshitoki Ōima desde 2016. A história segue um ser imortal, Fushi, que assume múltiplas formas, incluindo a de um garoto abandonado e seu lobo, a fim de ganhar estímulos enquanto aprende o que é ser verdadeiramente humano. A primeira temporada da série foi produzida e animada pelo estúdio Brain's Base e dirigido por Masahiko Murata, com composição de Shinzō Fujita e design de personagens por Koji Yabuno, além da trilha sonora de Ryo Kawasaki. A segunda temporada foi produzida pelo estúdio Drive, enquanto Kiyoko Sayama assumiu o papel de diretor.
Em 8 de janeiro de 2020, a Kodansha, empresa que distribui o mangá, anunciou que a obra receberia uma adaptação para anime exibida pela NHK Educational TV. Originalmente programado para estrear em outubro de 2020, a estreia do anime foi adiada para 12 de abril de 2021 devido à pandemia de COVID-19. A primeira temporada teve 20 episódios, exibidos até 30 de agosto de 2021. Uma segunda temporada foi anunciada logo a conclusão da primeira, sendo exibida entre 23 de outubro de 2022 e 12 de março de 2023. Uma terceira temporada foi anunciada logo após o final da segunda.
O tema de abertura das duas temporadas é "PINK BLOOD" da cantora Utada Hikaru. Já duas canções de Masashi Hamauzu são usadas no encerramento da série: "Mediator" na primeira temporada e "Roots", na segunda.[carece de fontes?]

## Resumo da série
| Temporada | Temporada | Episódios | Episódios | Originalmente exibido | Originalmente exibido |
| Temporada | Temporada | Episódios | Episódios | Estreia da temporada  | Final da temporada    |
| --------- | --------- | --------- | --------- | --------------------- | --------------------- |
|           | 1         | 20        | 20        | 12 de abril de 2021   | 30 de agosto de 2021  |
|           | 2         | 20        | 20        | 23 de outubro de 2022 | 12 de março de 2023   |

## Lista de episódios

### 1.ª temporada (2021)
| N.º geral | N.º temp. | Título (Título em japonês)                                                                                | Dirigido por     | Escrito por   | Exibição original    |
| --------- | --------- | --- | ---------------- | ------------- | -------------------- |
| 1         | 1         | "A Última Pessoa" Transliteração: "Saigo no Hitori" (em japonês: 最後のひとり)                            | Masahiko Murata  | Shinzō Fujita | 12 de abril de 2021  |
| 2         | 2         | "Uma Garota Inquieta" Transliteração: "Otonashikunai Shōjō" (em japonês: おとなしくない少女)              | Masahiko Murata  | Shinzō Fujita | 19 de abril de 2021  |
| 3         | 3         | "Uma Pequena Evolução" Transliteração: "Chīsana Shinka" (em japonês: 小さな進化)                          | Tomio Yamauchi   | Shinzō Fujita | 26 de abril de 2021  |
| 4         | 4         | "Um Grande Receptáculo" Transliteração: "Ōkina Utsuwa" (em japonês: 大きな器)                             | Tomio Yamauchi   | Shinzō Fujita | 3 de maio de 2021    |
| 5         | 5         | "Aqueles que Vão Junto" Transliteração: "Tomo ni Yuku Hito" (em japonês: 共にゆく人)                      | Masahiko Murata  | Shinzō Fujita | 10 de maio de 2021   |
| 6         | 6         | "Nossos Objetivos" Transliteração: "Watashitachi no Mokuteki" (em japonês: 私たちの目的)                  | Tomio Yamauchi   | Shinzō Fujita | 17 de maio de 2021   |
| 7         | 7         | "O Jovem que Queria Mudar" Transliteração: "Kawaritai Shōnen" (em japonês: 変わりたい少年)                | Masahiko Murata  | Shinzō Fujita | 24 de maio de 2021   |
| 8         | 8         | "Irmãos Monstro" Transliteração: "Kaibutsu Kyōdai" (em japonês: 怪物兄弟)                                 | Haruhito Ogawa   | Shinzō Fujita | 31 de maio de 2021   |
| 9         | 9         | "Memórias Profundas" Transliteração: "Fukai Kioku" (em japonês: 深い記憶)                                 | Tomio Yamauchi   | Shinzō Fujita | 7 de junho de 2021   |
| 10        | 10        | "Nova Família" Transliteração: "Atarashii Kazoku" (em japonês: 新しい家族)                                | Takafumi Fujii   | Shinzō Fujita | 14 de junho de 2021  |
| 11        | 11        | "Presente do Passado" Transliteração: "Kako Kara no Okurimono" (em japonês: 過去からの贈り物)             | Masahiko Murata  | Shinzō Fujita | 21 de junho de 2021  |
| 12        | 12        | "Despertar" Transliteração: "Mezame" (em japonês: 目覚め)                                                 | Masahiko Murata  | Shinzō Fujita | 28 de junho de 2021  |
| —         | —         | "Forjada de Fushi" Transliteração: "Fushi no Tabiji" (em japonês: フシの旅路)                             | Takashi Nakajima | —             | 5 de julho de 2021   |
| 13        | 13        | "Motivação para Chegar Mais Longe" Transliteração: "Takami e no Ishi" (em japonês: 高みへの意志)          | Miyuki Ōshiro    | Shinzō Fujita | 12 de julho de 2021  |
| 14        | 14        | "Jananda, a Ilha da Liberdade" Transliteração: "Jiyū no Shima Jananda" (em japonês: 自由の島・ジャナンダ) | Tomio Yamauchi   | Shinzō Fujita | 19 de julho de 2021  |
| 15        | 15        | "Uma Garota Chamada Tonari" Transliteração: "Tonari to Iu Na no Shōjo" (em japonês: トナリという名の少女) | Kōki Onoue       | Shinzō Fujita | 26 de julho de 2021  |
| 16        | 16        | "O Sonho das Crianças" Transliteração: "Kodomo-tachi no Yume" (em japonês: 子どもたちの夢)                | Tomio Yamauchi   | Shinzō Fujita | 2 de agosto de 2021  |
| 17        | 17        | "O Derrotado" Transliteração: "Senkaku-sha" (em japonês: 先覚者)                                          | Takafumi Fujii   | Shinzō Fujita | 9 de agosto de 2021  |
| 18        | 18        | "Para que se Possa Continuar" Transliteração: "Susumi Yuku Tame ni" (em japonês: 進み行くために)          | Ken Sanuma       | Shinzō Fujita | 16 de agosto de 2021 |
| 19        | 19        | "Instinto Assassino Errante" Transliteração: "Samayou Satsui" (em japonês: さまよう殺意)                  | Masahiko Murata  | Shinzō Fujita | 23 de agosto de 2021 |
| 20        | 20        | "Ecos" Transliteração: "Zankyō" (em japonês: 残響)                                                        | Masahiko Murata  | Shinzō Fujita | 30 de agosto de 2021 |

### 2.ª temporada (2022–2023)
| N.º geral | N.º temp. | Título (Título em japonês)                                                                                      | Exibição original       |
| --------- | --------- | --- | ----------------------- |
| 21        | 1         | "Obsessão que Renasce" Transliteração: "Tensei Suru Aishū" (em japonês: 転生する愛執)                           | 23 de outubro de 2022   |
| 22        | 2         | "Motivação que Pulsa" Transliteração: "Kodō Suru Yuigon" (em japonês: 鼓動する遺言)                             | 30 de outubro de 2022   |
| 23        | 3         | "Aquilo que Esperava" Transliteração: "Machinozoma Reta Mono" (em japonês: 待ち望まれたもの)                    | 6 de novembro de 2022   |
| 24        | 4         | "O que o Jovem Consegue Ver" Transliteração: "Mi Eru Seinen" (em japonês: 視える青年)                           | 13 de novembro de 2022  |
| 25        | 5         | "A Viagem do Homem Sagrado" Transliteração: "Seijin no Ensei" (em japonês: 聖人の遠征)                          | 20 de novembro de 2022  |
| 26        | 6         | "Herege Traído" Transliteração: "Itan no To" (em japonês: 異端の徒)                                             | 27 de novembro de 2022  |
| 27        | 7         | "Pecado e Perdão" Transliteração: "Batsu to Yurushi" (em japonês: 罰とゆるし)                                   | 4 de dezembro de 2022   |
| 28        | 8         | "Além dos Sonhos" Transliteração: "Yume no Saki" (em japonês: 夢の先)                                           | 11 de dezembro de 2022  |
| 29        | 9         | "Consciência em Expansão" Transliteração: "Hirogaru Ishiki" (em japonês: 拡がる意識)                            | 18 de dezembro de 2022  |
| 30        | 10        | "Ressonância" Transliteração: "Kyōshin" (em japonês: 共振)                                                      | 25 de dezembro de 2022  |
| 31        | 11        | "O Valor da Carne" Transliteração: "Niku no Kachi" (em japonês: 肉の価値)                                       | 8 de janeiro de 2023    |
| 32        | 12        | "O Segredo por Trás do Véu" Transliteração: "Bēru no Haigo Ni Aru Himitsu" (em japonês: ベールの背後にある秘密) | 15 de janeiro de 2023   |
| 33        | 13        | "A Identidade do Sábio" Transliteração: "Kenja no Shōtai" (em japonês: 賢者の正体)                              | 22 de janeiro de 2023   |
| 34        | 14        | "A Manhã da Regeneração" Transliteração: "Saisei no Asa" (em japonês: 再生の朝)                                 | 29 de janeiro de 2023   |
| 35        | 15        | "Ego Abrasivo" Transliteração: "Mamō Suru Jigai" (em japonês: 摩耗する自我)                                     | 5 de fevereiro de 2023  |
| 36        | 16        | "Os Três Guerreiros Eternos" Transliteração: "San'nin no Eien no Senshi" (em japonês: 三人の永遠の戦士)         | 12 de fevereiro de 2023 |
| 37        | 17        | "O Que se Quer Proteger" Transliteração: "Fujimi no Shi" (em japonês: 不死身の死)                               | 19 de fevereiro de 2023 |
| 38        | 18        | "A Morte do Imortal" Transliteração: "Mamo Ritai Mono" (em japonês: 守りたいもの)                               | 26 de fevereiro de 2023 |
| 39        | 19        | "E Então, para o Nascer do Sol" Transliteração: "Soshite Hinode e" (em japonês: そして日の出へ)                 | 5 de março de 2023      |
| 40        | 20        | "Fim de uma Era" Transliteração: "Jidai no Owari" (em japonês: 時代の終わり)                                    | 12 de março de 2023     |

## Home video
| Nome     | Data                   | Discos | Episódios |
| -------- | ---------------------- | ------ | --------- |
| Volume 1 | 25 de agosto de 2021   | 1      | 1–6       |
| Volume 2 | 27 de outubro de 2021  | 1      | 7–12      |
| Volume 3 | 22 de dezembro de 2021 | 1      | 13–20     |